# Rhens
Rhens là một đô thị ở huyện Mayen-Koblenz, bang Rheinland-Pfalz, nước Đức. Đô thị Rhens có diện tích km². Đô thị này nằm bên tả ngạn sông Rhine, cự ly khoảng 10 km về phía nam Koblenz.
Rhens là thủ phủ của Verbandsgemeinde ("đô thị tập thể") Rhens.

## Kết nghĩa
- Bramley, Vương quốc Anh.